# Eremo di Santa Maria del Cauto
L'eremo di Santa Maria del Caùto, detto anche eremo di Santa Maria del Pertuso, è un luogo di culto situato nel comune di Morino (AQ). Si trova a 1173 m s.l.m. nell'area protetta della riserva naturale guidata Zompo lo Schioppo, al confine dell'Abruzzo con il Lazio.

## Origini del nome
Il toponimo dialettale "Caùto" significa "cavo", mentre il termine "Pertuso" sta per "pertugio". Entrambi indicano il luogo geograficamente impervio e caratterizzato da una gola stretta detta "Buco del Caùto" che mette in comunicazione l'area del romitorio con il valico della Salvastrella e il rifugio La Liscia a 1474 m s.l.m.

## Storia
Sin dall'alto Medioevo la zona era molto frequentata da eremiti, asceti, monaci benedettini di passaggio che cercavano la solitudine tra i boschi ubertosi degli appennini centrali. Anche la conformazione geologica della regione, a prevalenza calcarea e di natura carsica, ricca di grotte ed anfratti, ha facilitato il formarsi di comunità ascetiche fornendo loro ripari naturali ed isolati; anche la ricchezza di acqua ha designato la zona come rifugio ideale per l'isolamento spirituale.
Intorno all'anno 1000 iniziò l'influenza dei monaci di Montecassino sull'intera zona e le prime notizie certe circa l'eremo si hanno a far data dal 1174, anno di una disputa tra la comunità di monaci presente nell'eremo e i chierici della chiesa di San Giovanni di Celano sulle modalità di consacrazione degli olii sacri per il giovedì santo. L'eremo, nel 1188 dopo essere stato incluso tra i possedimenti della diocesi dei Marsi e successivamente dell'abbazia benedettina di Trisulti, venne donato all'abbazia di Casamari in Veroli. Da questo evento in poi non si hanno più notizie certe sulla struttura ne sulla comunità monastica lì insediata ma è certo che intorno alla metà del XVII secolo l'edificio era già da tempo abbandonato e in rovina.

## Descrizione
Il romitorio e la chiesa, incastonati nella roccia, sono sostenuti da un arco a tutto sesto. L'ambiente di dimensioni non grandi presenta un soffitto con volta a botte e una piccola abside sulla parete rocciosa. All'interno della chiesa ci sono delle pitture murali che raffigurano alcune scene di vita riguardanti Santa Caterina di Alessandria e un ritratto di San Clemente di Roma. All'ingresso sono presenti due tombe, mentre lateralmente oltre i resti del muro esterno si apre un piccolo riparo roccioso.

## Accessibilità
L'eremo è raggiungibile dal comune di Morino (uscita Civita d'Antino-Morino della SS 690 Avezzano-Sora) dopo essere entrati nel territorio di Grancia e della riserva naturale guidata Zompo lo Schioppo. Superato il bacino artificiale si imbocca il sentiero n. 602b (detto "delle Scalelle") che dopo circa 670 metri di dislivello permette di raggiungere il luogo di culto in circa due ore di cammino. Dal versante laziale l'area è raggiungibile dalla certosa di Trisulti e da Campocatino di Guarcino (FR).